# Golden Globe Awards 2011

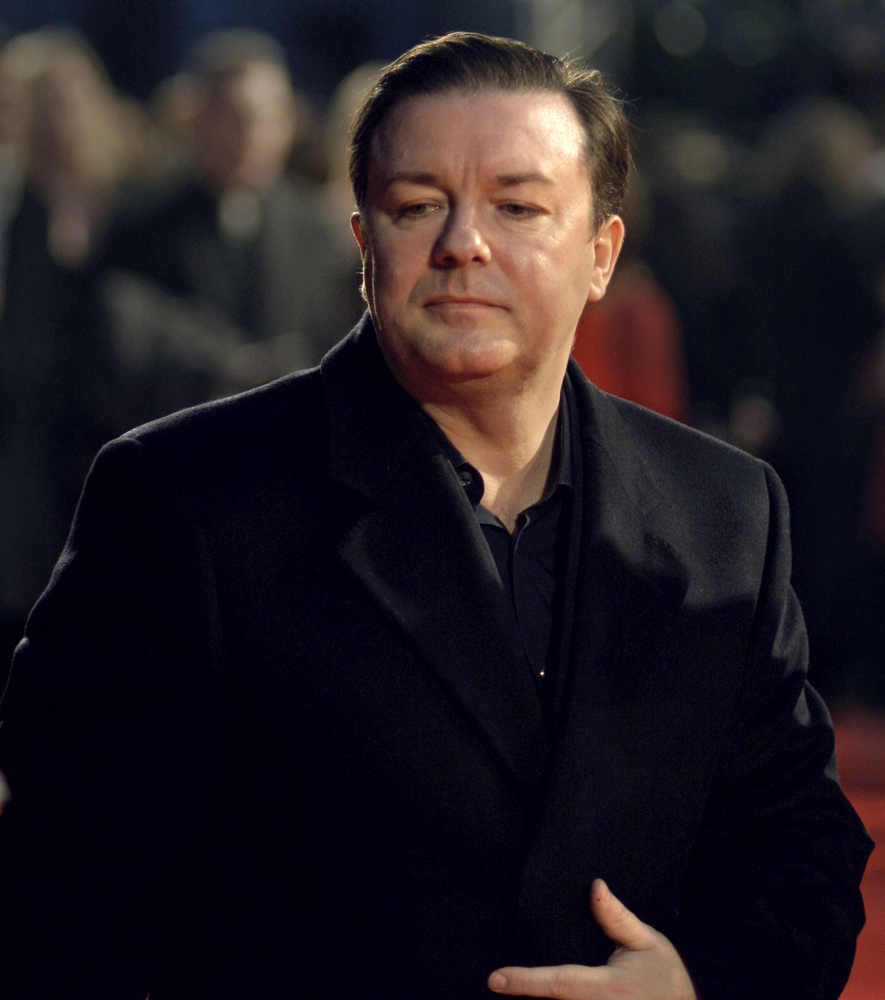
Ricky Gervais, Gastgeber der 68. Golden Globe Awards

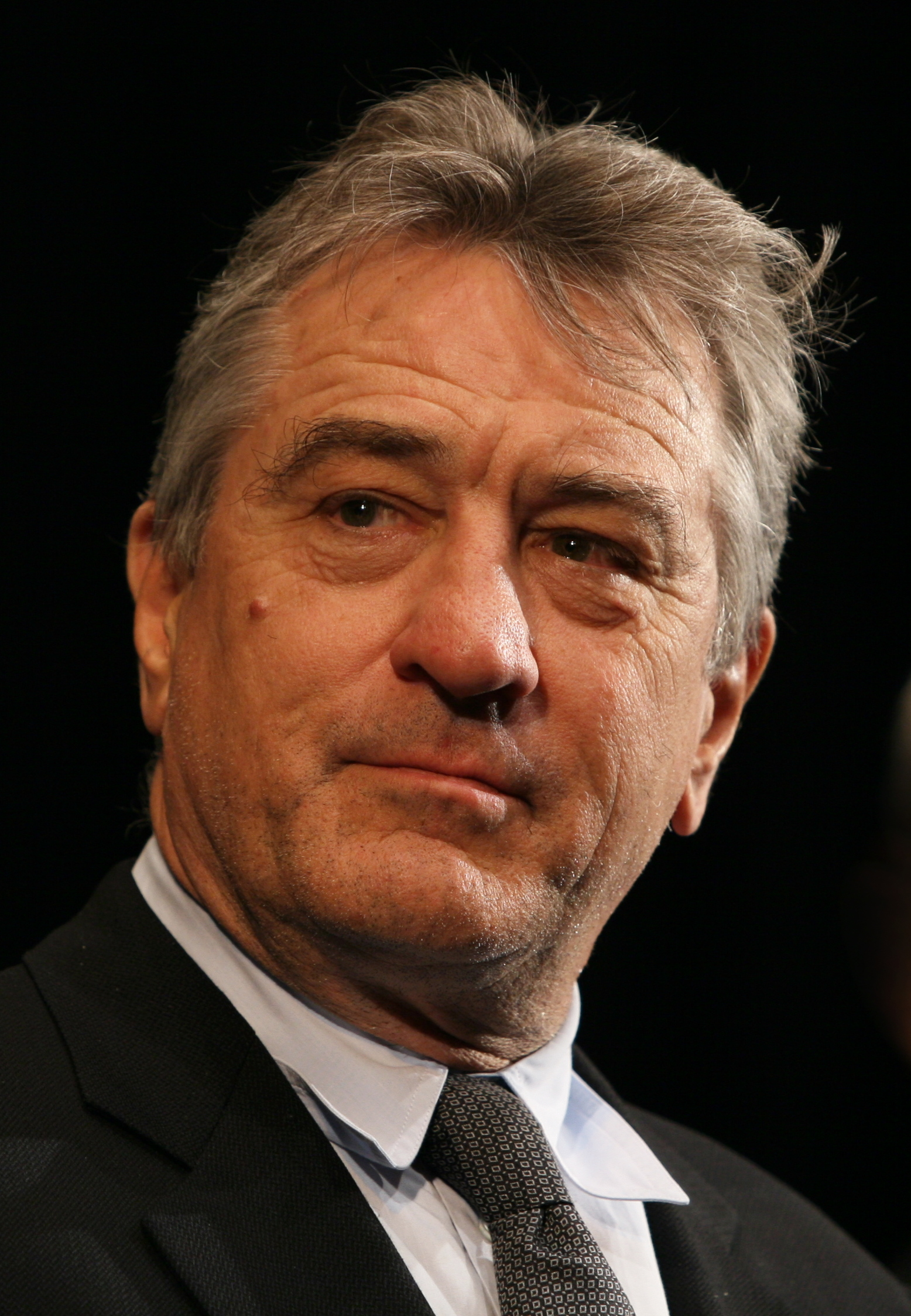
Robert De Niro, Preisträger des Cecil B. DeMille Award

Die Golden Globe Awards 2011 wurden von der Hollywood Foreign Press Association (HFPA), einer Vereinigung internationaler Filmjournalisten, am 16. Januar 2011 zum 68. Mal vergeben. Die Auszeichnung wurde in insgesamt 25 Kategorien für herausragende Leistungen in den Bereichen Film und Fernsehen verliehen. Die Verleihung fand im Rahmen eines Galadiners im Beverly Hilton Hotel in Beverly Hills statt.
Die Moderation übernahm, wie bereits bei der Veranstaltung im Vorjahr, der Komiker Ricky Gervais.

## Favorisierte Filme
Die Nominierungen in den 25 Kategorien waren am 14. Dezember 2010 bekanntgegeben worden. Berücksichtigt wurden Spielfilme und Fernsehprogramme, die erstmals zwischen dem 1. Januar und dem 31. Dezember 2010 aufgeführt wurden. Fremdsprachige Filme mussten im Ursprungsland zwischen dem 1. November 2009 und dem 31. Dezember 2010 uraufgeführt worden sein.
Erfolgreichster Film wurde David Finchers The Social Network, das vier seiner sechs Nominierungen in Siege umsetzen konnte. Das Drama um die Entstehung des sozialen Netzwerkes Facebook hatte die US-amerikanische Filmpreis-Saison dominiert und gewann die Auszeichnungen in den Kategorien bestes Filmdrama, beste Regie, bestes Drehbuch und beste Filmmusik.
Auf je zwei Auszeichnungen kamen David O. Russells Boxerdrama The Fighter (Beste Nebendarsteller – Christian Bale und Melissa Leo) und die Komödie The Kids Are All Right (Beste Filmkomödie, Beste Komödiendarstellerin – Annette Bening). Beste Drama-Darsteller wurden die US-Amerikanerin Natalie Portman für Darren Aronofskys im New Yorker Ballett-Milieu angesiedelten Psychothriller Black Swan und der Brite Colin Firth für seine Leistung als stotternder Monarch König George VI. in The King’s Speech. Der Historienfilm hatte das Favoritenfeld mit sieben Nominierungen angeführt.
Das dänische Filmdrama In einer besseren Welt von Susanne Bier triumphierte in der Kategorie Bester fremdsprachiger Film. Die Geschichte um zwei Jungen (gespielt von Markus Rygaard und William Jøhnk Nielsen), die von ihren Eltern vernachlässigt werden und aus Rache Sprengsätze herstellen, ist gleichzeitig Dänemarks offizieller Oscar-Kandidat in der gleichen Kategorie.
In der Fernsehsparte schnitt die Serie Glee mit drei Preisen am besten ab (Beste Serie, Beste Nebendarsteller – Jane Lynch und Chris Colfer).

## Preisträger und Nominierte im Bereich Film

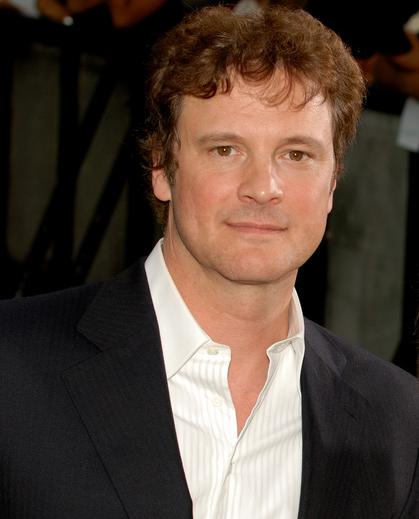
Colin Firth erhielt die Auszeichnung als bester Hauptdarsteller in einem Drama

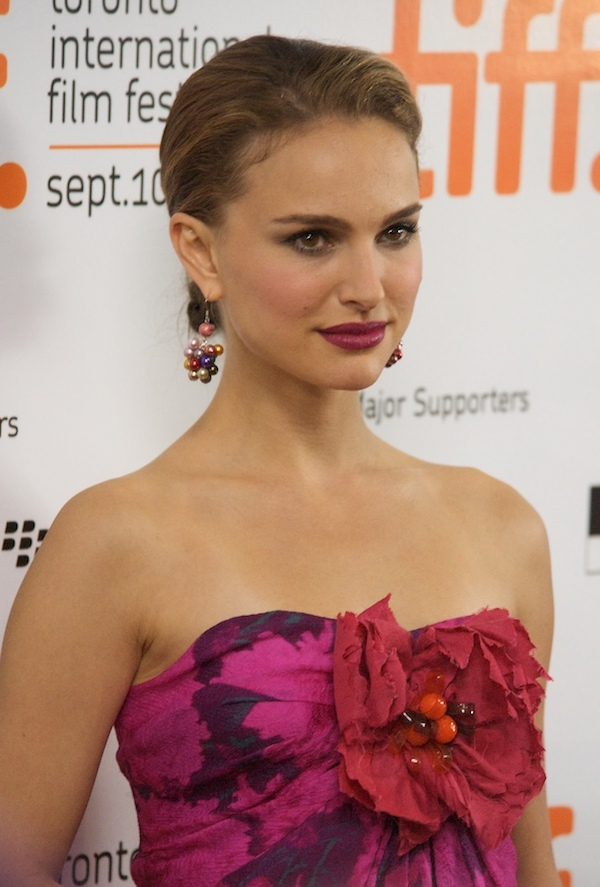
Beste Drama-Darstellerin: Natalie Portman

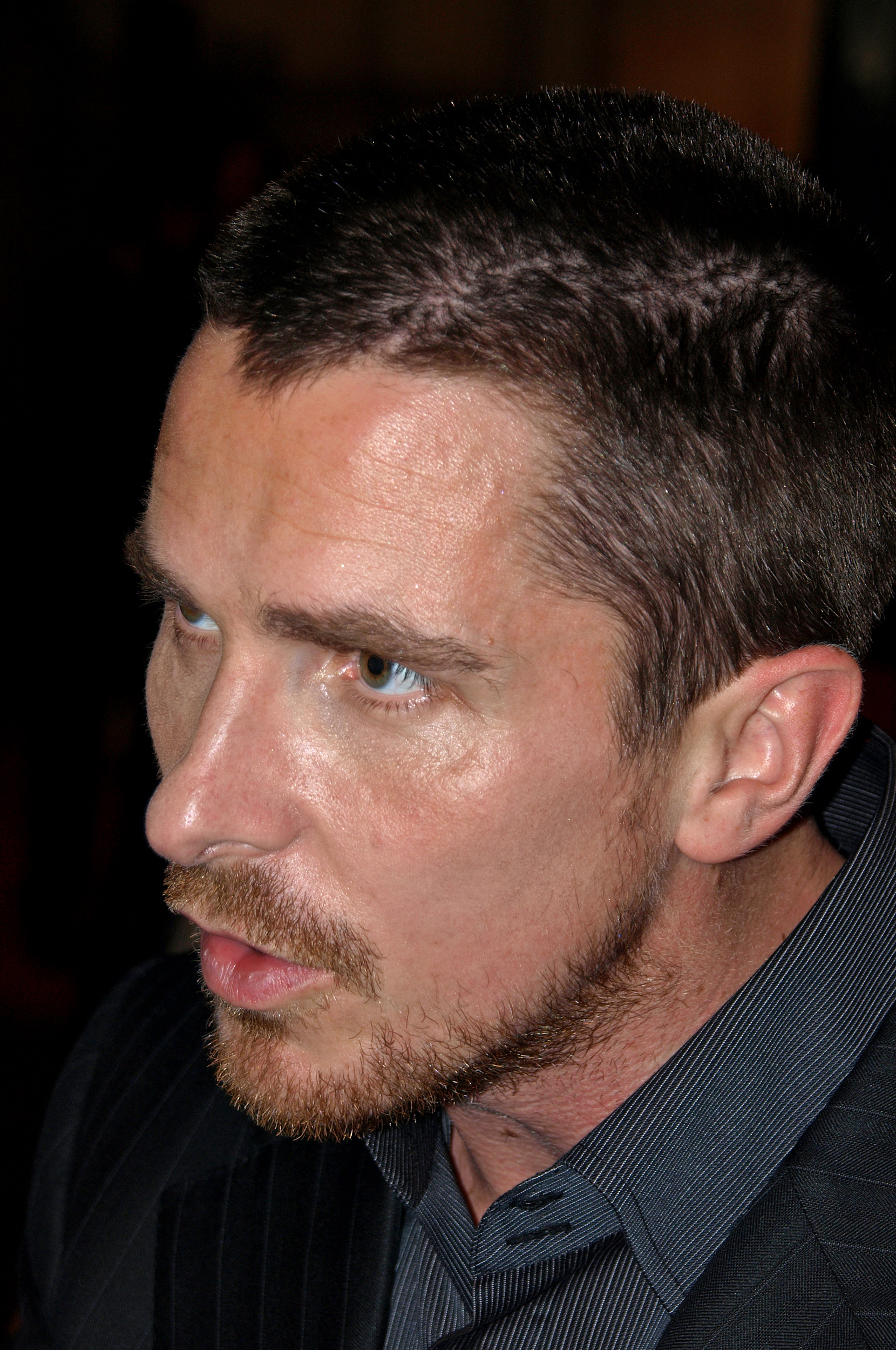
Gewann den Preis als bester Nebendarsteller: Christian Bale

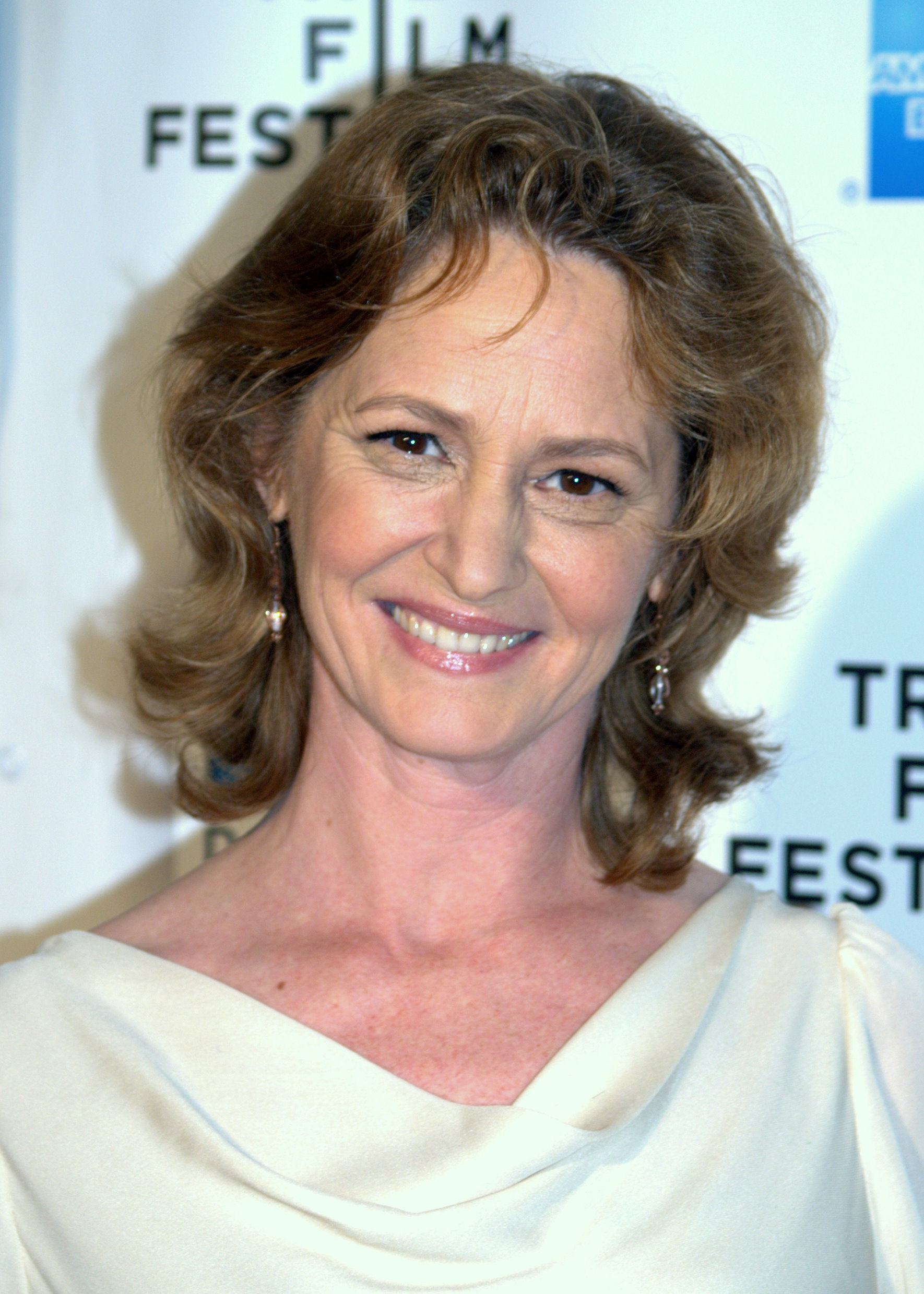
Beste Nebendarstellerin: Melissa Leo

### Bester Film – Drama
präsentiert von Michael Douglas
The Social Network – Regie: David Fincher
- Black Swan – Regie: Darren Aronofsky
- Inception – Regie: Christopher Nolan
- The Fighter – Regie: David O. Russell
- The King’s Speech – Regie: Tom Hooper

### Bester Film – Komödie/Musical
präsentiert von Tim Allen und Tom Hanks
The Kids Are All Right – Regie: Lisa Cholodenko
- Alice im Wunderland (Alice in Wonderland) – Regie: Tim Burton
- Burlesque – Regie: Steve Antin
- R.E.D. – Älter, Härter, Besser (Red) – Regie: Robert Schwentke
- The Tourist – Regie: Florian Henckel von Donnersmarck

### Beste Regie
präsentiert von Annette Bening
David Fincher – The Social Network
- Darren Aronofsky – Black Swan
- Tom Hooper – The King’s Speech
- Christopher Nolan – Inception
- David O. Russell – The Fighter

### Bester Hauptdarsteller – Drama
präsentiert von Sandra Bullock
Colin Firth – The King’s Speech
- Jesse Eisenberg – The Social Network
- James Franco – 127 Hours
- Ryan Gosling – Blue Valentine
- Mark Wahlberg – The Fighter

### Beste Hauptdarstellerin – Drama
präsentiert von Jeff Bridges
Natalie Portman – Black Swan
- Halle Berry – Frankie and Alice
- Nicole Kidman – Rabbit Hole
- Jennifer Lawrence – Winter’s Bone
- Michelle Williams – Blue Valentine

### Bester Hauptdarsteller – Komödie/Musical
präsentiert von Halle Berry
Paul Giamatti – Barney’s Version
- Johnny Depp – Alice im Wunderland (Alice in Wonderland)
- Johnny Depp – The Tourist
- Jake Gyllenhaal – Love and other Drugs – Nebenwirkung inklusive (Love and Other Drugs)
- Kevin Spacey – Casino Jack

### Beste Hauptdarstellerin – Komödie/Musical
präsentiert von Robert Downey Jr.
Annette Bening – The Kids Are All Right
- Anne Hathaway – Love and other Drugs – Nebenwirkung inklusive (Love and Other Drugs)
- Angelina Jolie – The Tourist
- Julianne Moore – The Kids Are All Right
- Emma Stone – Einfach zu haben (Easy A)

### Bester Nebendarsteller
präsentiert von Scarlett Johansson
Christian Bale – The Fighter
- Michael Douglas – Wall Street: Geld schläft nicht (Wall Street: Money Never Sleeps)
- Andrew Garfield – The Social Network
- Jeremy Renner – The Town – Stadt ohne Gnade (The Town)
- Geoffrey Rush – The King’s Speech

### Beste Nebendarstellerin
präsentiert von Jeremy Irons
Melissa Leo – The Fighter
- Amy Adams – The Fighter
- Helena Bonham Carter – The King’s Speech
- Mila Kunis – Black Swan
- Jacki Weaver – Königreich des Verbrechens (Animal Kingdom)

### Bestes Drehbuch
präsentiert von Tina Fey und Steve Carell
Aaron Sorkin – The Social Network
- Simon Beaufoy, Danny Boyle – 127 Hours
- Stuart Blumberg, Lisa Cholodenko – The Kids Are All Right
- Christopher Nolan – Inception
- David Seidler – The King’s Speech

### Beste Filmmusik
präsentiert von Alec Baldwin und Jennifer Lopez
Trent Reznor, Atticus Ross – The Social Network
- Alexandre Desplat – The King’s Speech
- Danny Elfman – Alice im Wunderland (Alice in Wonderland)
- A. R. Rahman – 127 Hours
- Hans Zimmer – Inception

### Bester Filmsong
präsentiert von Alec Baldwin und Jennifer Lopez
„You Haven’t Seen The Last of Me“ aus Burlesque – Diane Warren
„Bound to You“ aus Burlesque – Christina Aguilera, Samuel Dixon, Sia Furler
„There’s A Place For Us“ aus Die Chroniken von Narnia: Die Reise auf der Morgenröte (The Chronicles of Narnia: The Voyage of the Dawn Treader) – David Hodges, Hillary Lindsey, Carrie Underwood
„Coming Home“ aus Country Strong – Bob DiPiero, Tom Douglas, Hillary Lindsey, Troy Verges
„I See the Light“ aus  Rapunzel – Neu verföhnt (Tangled) – Alan Menken, Glenn Slater

### Bester Animationsfilm
präsentiert von Justin Bieber und Hailee Steinfeld
Toy Story 3 – Regie: Lee Unkrich
- Drachenzähmen leicht gemacht (How to Train Your Dragon) – Regie: Dean DeBlois, Chris Sanders
- Ich – Einfach unverbesserlich (Despicable Me) – Regie: Pierre Coffin, Chris Renaud
- L’Illusionniste – Regie: Sylvain Chomet
- Rapunzel – Neu verföhnt (Tangled) – Regie: Nathan Greno, Byron Howard

### Bester fremdsprachiger Film
präsentiert von Olivia Wilde und Robert Pattinson
In einer besseren Welt (Hævnen), Dänemark – Regie: Susanne Bier
- Biutiful, Mexiko, Spanien – Regie: Alejandro González Iñárritu
- Das Konzert (Le Concert), Frankreich – Regie: Radu Mihăileanu
- I Am Love (Io sono l’amore), Italien – Regie: Luca Guadagnino
- Edge of War – Zug des Todes (Край), Russland – Regie: Alexei Utschitel

## Preisträger und Nominierte im Bereich Fernsehen

### Beste Serie – Drama
präsentiert von Milla Jovovich und Kevin Bacon
Boardwalk Empire
- Dexter
- Good Wife (The Good Wife)
- Mad Men
- The Walking Dead

### Bester Serien-Hauptdarsteller – Drama
präsentiert von Milla Jovovich und Kevin Bacon
Steve Buscemi – Boardwalk Empire
- Bryan Cranston – Breaking Bad
- Michael C. Hall – Dexter
- Jon Hamm – Mad Men
- Hugh Laurie – Dr. House (House)

### Beste Serien-Hauptdarstellerin – Drama
präsentiert von Julie Bowen und LL Cool J
Katey Sagal – Sons of Anarchy
- Julianna Margulies – Good Wife (The Good Wife)
- Elisabeth Moss – Mad Men
- Piper Perabo – Covert Affairs
- Kyra Sedgwick – The Closer

### Beste Serie – Komödie oder Musical
präsentiert von Jimmy Fallon und January Jones
Glee
- The Big Bang Theory
- The Big C
- Modern Family
- Nurse Jackie
- 30 Rock

### Bester Serien-Hauptdarsteller – Komödie oder Musical
präsentiert von Matthew Bomer und Kaley Cuoco
Jim Parsons – The Big Bang Theory
- Alec Baldwin – 30 Rock
- Steve Carell – Das Büro (The Office)
- Thomas Jane – Hung – Um Längen besser (Hung)
- Matthew Morrison – Glee

### Beste Serien-Hauptdarstellerin – Komödie oder Musical
präsentiert von Vanessa Williams und Blair Underwood
Laura Linney – The Big C
- Toni Collette – Taras Welten (United States of Tara)
- Edie Falco – Nurse Jackie
- Tina Fey – 30 Rock
- Lea Michele – Glee

### Beste Mini-Serie oder Fernsehfilm
präsentiert von Julianne Moore und Kevin Spacey
Carlos – Der Schakal (Carlos)
- Die Säulen der Erde (The Pillars of the Earth)
- Du gehst nicht allein (Temple Grandin)
- Ein Leben für den Tod (You Don’t Know Jack)
- The Pacific

### Bester Hauptdarsteller – Mini-Serie oder Fernsehfilm
präsentiert von Tilda Swinton und Geoffrey Rush
Al Pacino – Ein Leben für den Tod (You Don’t Know Jack)
- Idris Elba – Luther
- Ian McShane – Die Säulen der Erde (The Pillars of the Earth)
- Dennis Quaid – The Special Relationship
- Édgar Ramírez – Carlos – Der Schakal (Carlos)

### Beste Hauptdarstellerin – Mini-Serie oder Fernsehfilm
präsentiert von Tilda Swinton und Geoffrey Rush
Claire Danes – Du gehst nicht allein (Temple Grandin) 
- Hayley Atwell – Die Säulen der Erde (The Pillars of the Earth)
- Judi Dench – Cranford
- Romola Garai – Emma
- Jennifer Love Hewitt – Die Liste (The Client List)

### Bester Nebendarsteller – Serie, Mini-Serie oder Fernsehfilm
präsentiert von Garrett Hedlund und Leighton Meester
Chris Colfer – Glee
- Scott Caan – Hawaii Five-0
- Chris Noth – Good Wife (The Good Wife)
- Eric Stonestreet – Modern Family
- David Strathairn – Du gehst nicht allein (Temple Grandin)

### Beste Nebendarstellerin – Serie, Mini-Serie oder Fernsehfilm
präsentiert von Chris Evans und Chris Hemsworth
Jane Lynch – Glee
- Hope Davis – The Special Relationship
- Kelly Macdonald – Boardwalk Empire
- Julia Stiles – Dexter
- Sofía Vergara – Modern Family

## Cecil B. DeMille Award
präsentiert von Matt Damon
Robert De Niro

## Miss Golden Globe
Gia Mantegna (Tochter des Schauspielers Joe Mantegna)